# Rådjur (skulptur)

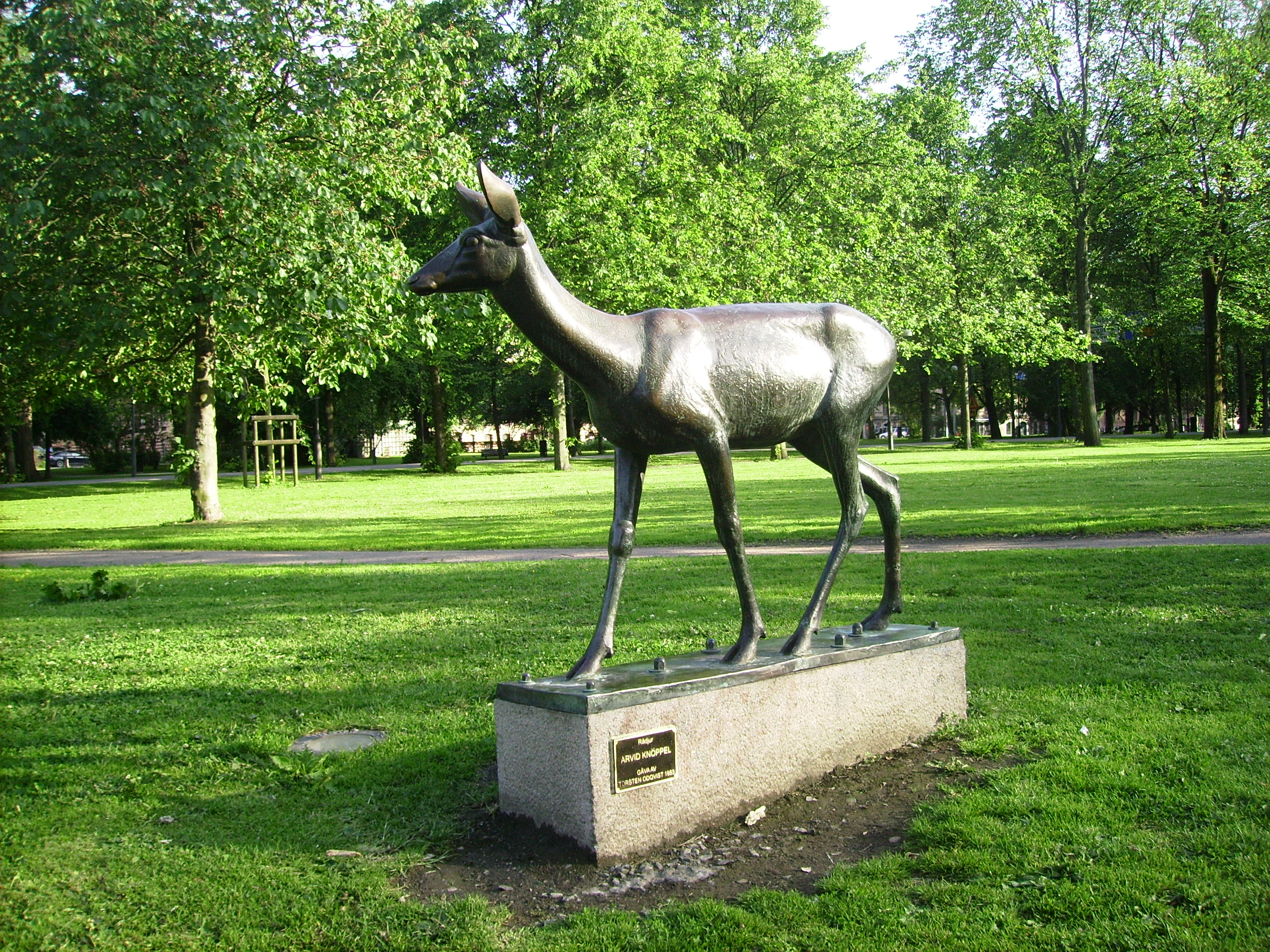
Rådjur

Rådjur är en skulptur i Kungsparken i Göteborg.
Den är 1,1 meter hög, utförd i brons av Arvid Knöppel och överlämnad till Göteborg 1953.